# Hans A. Engelhard

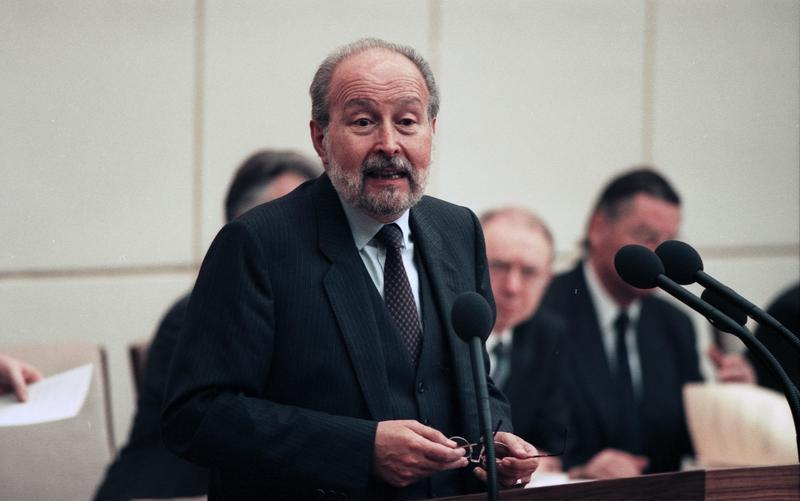
Hans A. Engelhard (1990)

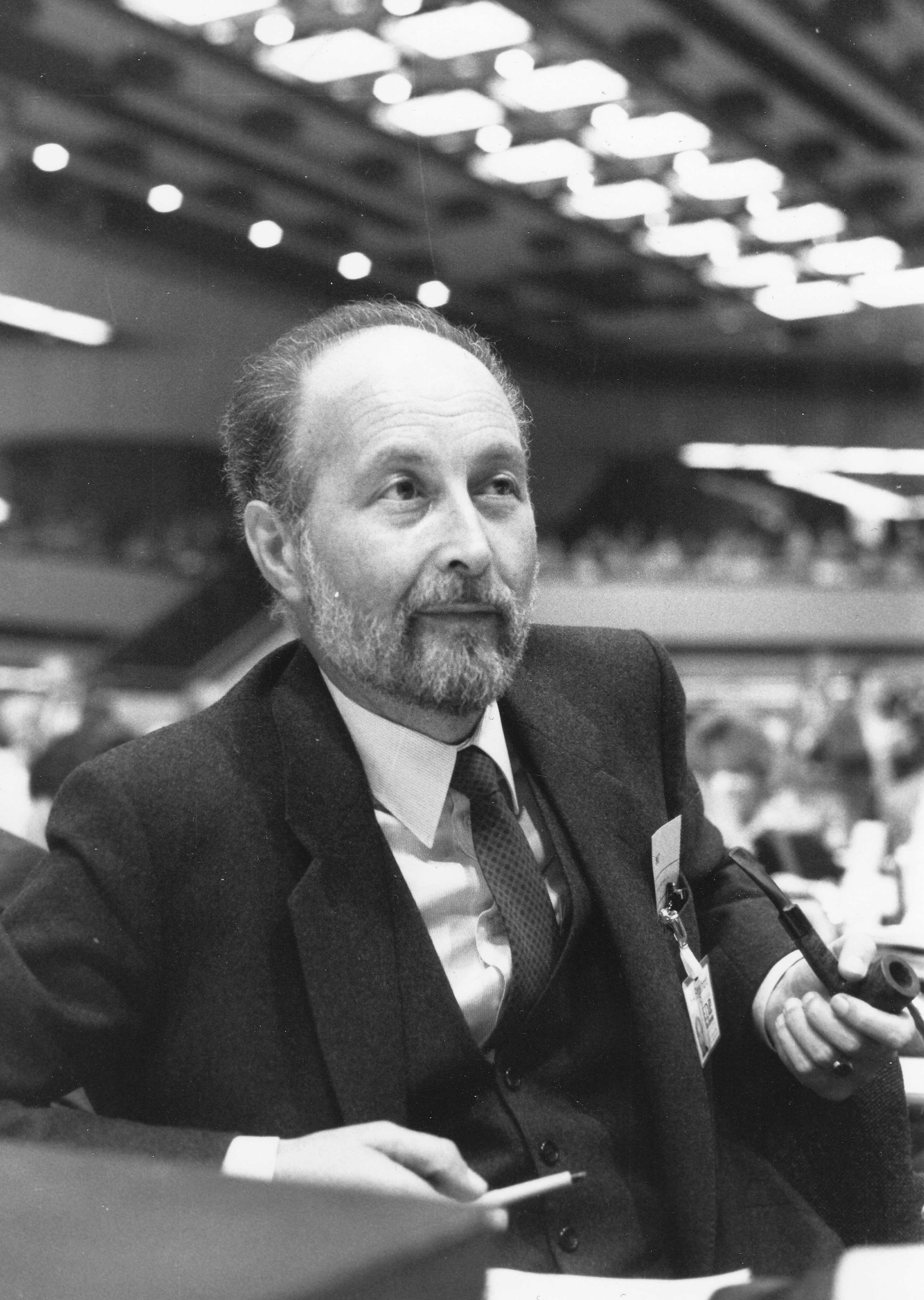
Hans A. Engelhard (1982)

Hans Arnold Engelhard (* 16. September 1934 in München; † 11. März 2008 ebenda) war ein deutscher Politiker (FDP). Er war von 1972 bis 1994 Mitglied des Deutschen Bundestages und von Oktober 1982 bis Januar 1991 Bundesminister der Justiz.

## Ausbildung und Beruf
Engelhard wurde als Sohn eines Münchener Ärzteehepaares mit Schweizer Vorfahren geboren. Nach dem Abitur 1954 absolvierte Engelhard ein Studium der Rechtswissenschaft an den Universitäten in Erlangen und München. 1963 bestand er das zweite juristische Staatsexamen und erhielt im selben Jahr seine Zulassung als Rechtsanwalt.

## Partei
Seit 1954 war Engelhard Mitglied der FDP. Von 1970 bis 1982 war er Kreisvorsitzender der FDP in München. Er gehörte außerdem dem Landesvorstand der FDP in Bayern sowie dem FDP-Bundesvorstand an.

## Abgeordneter
Von 1970 bis 1972 war Engelhard Mitglied des Stadtrates der bayerischen Landeshauptstadt und hier Vorsitzender der FDP-Fraktion. Bei der Kommunalwahl im Juni 1972 kandidierte er erfolglos für das Amt des Oberbürgermeisters. Fünf Monate später zog Engelhard bei der Bundestagswahl über die Landesliste Bayern in den Deutschen Bundestag ein, dessen Mitglied er bis 1994 blieb. Von 1977 bis 1982 war er hier stellvertretender Vorsitzender der FDP-Bundestagsfraktion.

## Öffentliche Ämter

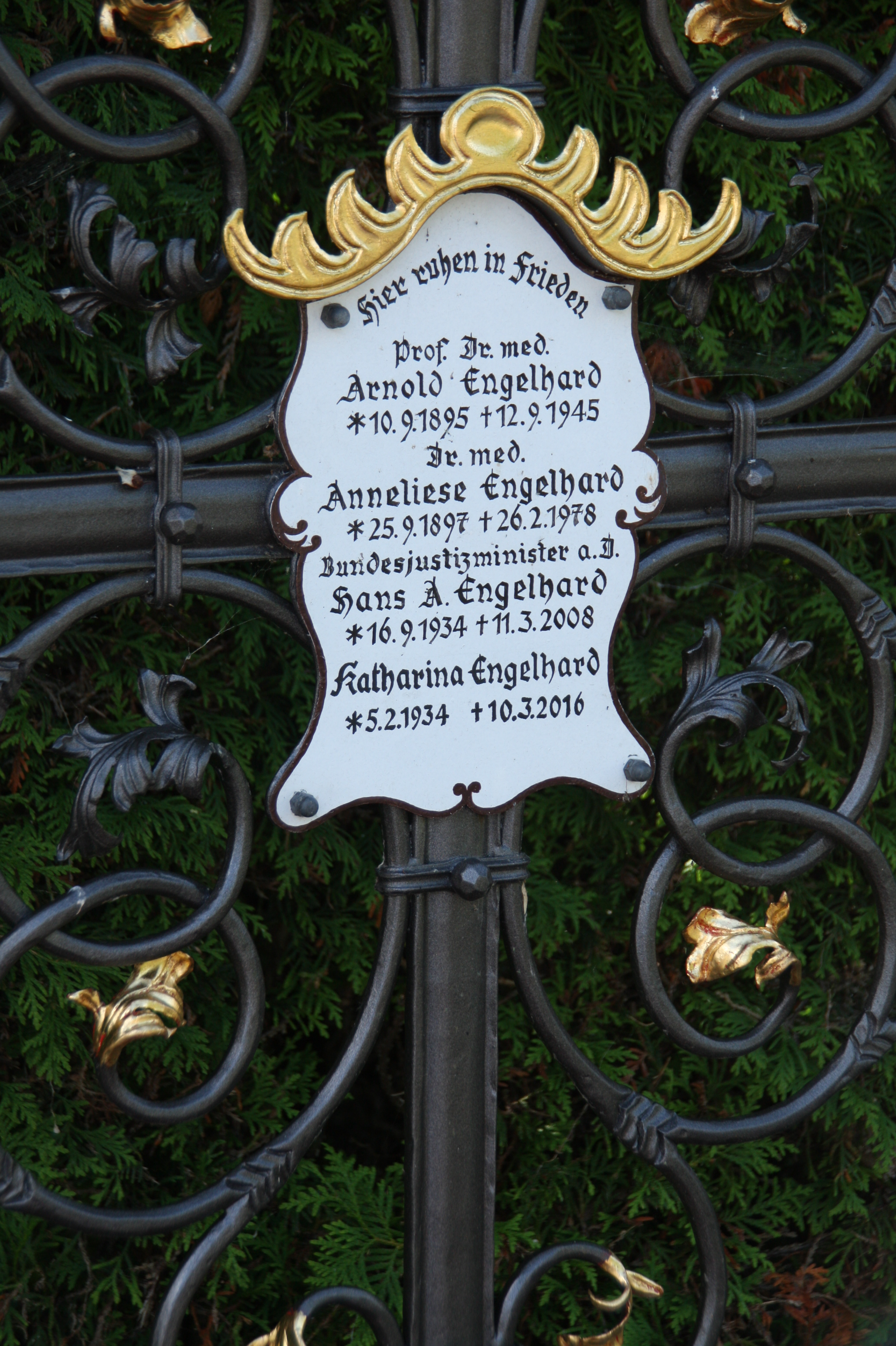
Grab Hans A. Engelhards auf dem Inselfriedhof Frauenchiemsee

Nach dem Regierungswechsel 1982 wurde Engelhard am 4. Oktober 1982 als Bundesminister der Justiz in die von Bundeskanzler Helmut Kohl geführte schwarz-gelbe Bundesregierung berufen. Nach der Bundestagswahl 1990 schied er am 18. Januar 1991 freiwillig aus der Bundesregierung aus. Er war somit der Bundesjustizminister mit der bisher längsten Amtszeit.
Engelhard hatte den Ruf einer eher gemächlichen Amtsführung. Dies spitzte Franz Josef Strauß in einem Bonmot dahingehend zu, dass wenn Engelhard Maler wäre und eine Kirchturmuhr tünchen müsste, er vermutlich vom Stundenzeiger erschlagen würde. Der damalige Bundesminister des Innern Friedrich Zimmermann sagte über Engelhard: „Wenn der die Pfeife stopft, habe ich schon ausgeraucht.“
Sein Grab befindet sich auf dem Inselfriedhof der Fraueninsel im Chiemsee.

## Auszeichnungen
- 1982: Großes Goldenes Ehrenzeichen für Verdienste um die Republik Österreich[3]
- 1984: Bayerischer Verdienstorden
- 1985: Großes Bundesverdienstkreuz
- 1989: Großes Bundesverdienstkreuz mit Stern
- 1997: Goldene Bürgermedaille der Landeshauptstadt München

## Kabinette
- Kabinett Kohl I – Kabinett Kohl II – Kabinett Kohl III